# 加東市立社小学校
加東市立社小学校（かとうしりつ やしろしょうがっこう）は、兵庫県加東市社にあった公立小学校。

## 概要
社小学校は、前身の学校が1872年（明治5年）の学制発布に伴い創設され、2006年3月の市町合併により加東市立社小学校となる。位置は、兵庫県加東市の南西部にあり、北に千鳥川が流れ、南には市街地が広がっている。学区内には、中国自動車道、国道175号、国道372号が通る流通の要となっている。また、周辺では日本酒の原料となる山田錦も広く生産されている。学校付近の標高は、66メートル。

## 沿革
- 1872年（明治5年）10月 - 地区内に8校創設
- 1875年（明治8年）11月 - 学校を統合して八城学校を設置
- 1883年（明治16年）1月 - 八城校と改称
- 1891年（明治24年）4月 - 社尋常小学校と改称
- 1907年（明治40年）5月 - 社尋常高等小学校と改称
- 1909年（明治42年）5月 - 現在位置に校舎を新築
- 1927年（昭和2年）2月 - 南校舎増改築完成
- 1933年（昭和8年）1月 - 西校舎完成
- 1936年（昭和11年）1月 - 講堂修築工事
- 1938年（昭和13年）3月 - 本館完成
- 1941年（昭和16年）4月 - 社国民学校と改称
- 1947年（昭和22年）4月 - 六三制の実施により社小学校と改称
- 1967年（昭和42年）4月 - 講堂兼屋内体育館完成
- 1983年（昭和58年）4月 - 本館新築工事完成
- 2001年（平成13年）2月 - プール新築工事完成
- 2001年（平成13年）8月 - 北館耐震工事第1期完成
- 2002年（平成14年）9月 - 北館耐震工事第2期完成
- 2006年（平成18年）3月 - 市町合併により加東市立社小学校と改称
- 2010年（平成22年）3月 - 体育館耐震改修工事
- 2015年（平成27年）2月 - 体育館天井耐震補強
- 2025年（令和7年）4月 - 加東市立福田小学校、加東市立米田小学校、加東市立三草小学校、加東市立鴨川小学校、加東市立社中学校と統合し加東市立社学園小中学校となる。

## 教育目標
つながりを大切にし、学習や生活を高め合う子の育成 

## 校歌
- 作詞：社小職員、作曲：橋本喬雄

## 学校行事
| - 4月 始業式、入学式 - 5月 1年生を迎える会、交通安全教室 - 6月 | - 7月 自然学校、終業式 - 8月 - 9月 始業式、運動会 | - 10月 - 11月 修学旅行 - 12月 終業式 | - 1月 始業式、マラソン大会 - 2月 - 3月 6年生を送る会、卒業式、修了式 |

## 通学区域
- 社1区、社2区、社3区、社4区、社5区、ひろのが丘、藤田南、嬉野台団地、兵庫教育大学職員宿舎、山国、松尾、出水、田中、鳥居、貝原、野村、西垂水、窪田、家原、上中、県住上中団地、梶原、県住梶原団地、喜田、佐保[3]

## 進学先中学校
- 加東市立社中学校[3]

## 校区内の主な施設
- 兵庫県社総合庁舎
- 加東市役所
- 加東市中央図書館
- 加東市民病院
- 加東警察署
- 加東市立加東みらいこども園
- 社郵便局
- 社簡易裁判所
- 神戸地方法務局 社支局
- 兵庫教育大学附属小学校
- 兵庫教育大学附属中学校
- 兵庫教育大学 学校教育研究センター
- 播磨看護専門学校
- 兵庫県立教育研修所
- 滝野社IC

## 交通
- 自動車
  - 滝野社ICから約6分（3km）
- バス
  - JR西日本加古川線社町駅から約10分、社小学校バス停下車徒歩約1分

## 通学区域が隣接している学校
- 加東市立福田小学校
- 小野市立中番小学校
- 小野市立下東条小学校
- 加東市立東条学園小中学校
- 加東市立米田小学校
- 加東市立三草小学校
- 加東市立滝野東小学校
- 加東市立滝野南小学校
- 小野市立河合小学校